# A Special Night with Demi Lovato
Tournées par Demi Lovato
Demi Lovato: Live in Concert
(2009–10) The Neon Lights Tour
(2014)
A Special Night with Demi Lovato est la troisième tournée de Demi Lovato dans le but de promouvoir son troisième album Unbroken. La tournée est constituée de plus de 70 spectacles en Amérique, en Asie et en Europe. La tournée a été saluée par la critique musicale pour les performances et la voix de Lovato. Elle a été nommée pour un Billboard Touring Award et a gagné un Capricho Award de la meilleure tournée.

## Premières parties
- Hot Chelle Rae (Amérique du Nord—2012, dates sélectionnées[1])
- Owl City (Amérique du Sud—2012, dates sélectionnées[2])
- Neon Hitch (Los Angeles, Camden[3])

## Programme

### À partir du16 novembre 2011
1. All Night Long
2. Got Dynamite
3. Hold Up
4. Medley : Catch Me / Don't Forget
5. Who's That Boy
6. My Love Is Like a Star
7. Fix a Heart
8. Medley : Get Back / Here We Go Again / La La Land
9. Lightweight
10. Skyscraper
11. Moves like Jagger (cover de Maroon 5 ft. Christina Aguilera)
12. Together

#### Encore
1. Unbroken
2. Remember December

### À partir du 19 avril 2012
1. All Night Long
2. Got Dynamite
3. Hold Up
4. Get Back/Catch Me/Don't Forget
5. My Love Is Like a Star
6. Fix a Heart
7. Who's That Boy
8. You're My Only Shorty
9. Here We Go Again/La La Land
10. Lightweight
11. Skyscraper
12. How to Love (cover de Lil Wayne)
13. Together

#### Encore
1. Remember December
2. Give Your Heart a Break
3. Unbroken

### À partir du 18 mars 2013
1. Unbroken
2. Get Back

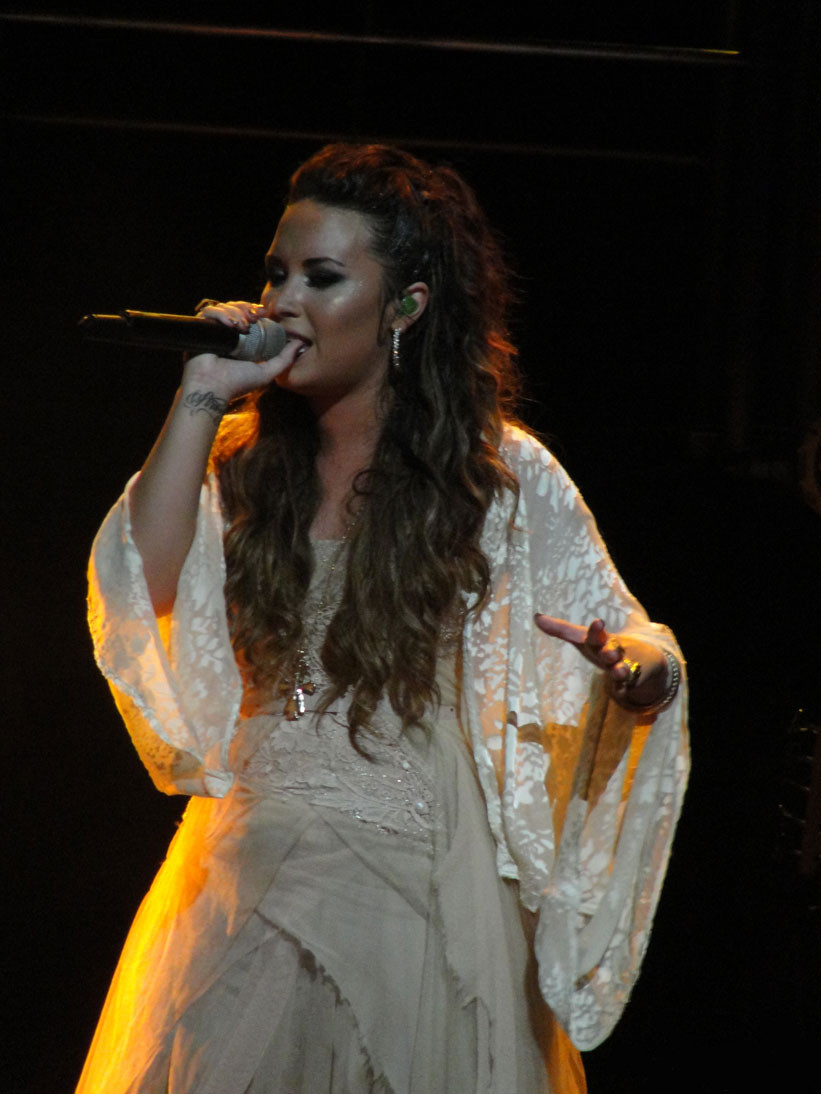
Demi Lovato performant Together en 2012

3. Here We Go Again/La La Land/Don't Forget
4. My Love Is Like a Star
5. Fix a Heart
6. Skyscraper
7. Catch Me
8. Lightweight
9. Skyscraper
10. Turn Up the Music (cover de Chris Brown)
11. Heart Attack
12. Remember December

Encore
1. Give Your Heart a Break

## Dates
| Date                  | Ville               | Pays        | Salle                                                      |
| --------------------- | ------------------- | ----------- | ---------------------------------------------------------- |
| Amérique du Nord      |                     |             |                                                            |
| 16 novembre 2011      | Détroit             | États-Unis  | Fox Theatre                                                |
| 18 novembre 2011      | Ledyard             | États-Unis  | MGM Grand at Foxwoods                                      |
| 19 novembre 2011      | Hershey             | États-Unis  | Hershey Theatre                                            |
| 22 novembre 2011      | Kansas City         | États-Unis  | Midland Theatre                                            |
| 25 novembre 2011      | Houston             | États-Unis  | Verizon Wireless Theater                                   |
| 26 novembre 2011      | Grand Prairie       | États-Unis  | Verizon Theatre at Grand Prairie                           |
| 27 novembre 2011      | La Nouvelle-Orléans | États-Unis  | Mahalia Jackson Theater of the Performing Arts             |
| 29 novembre 2011      | Saint-Louis         | États-Unis  | Peabody Opera House                                        |
| 1er décembre 2011     | Atlanta             | États-Unis  | Williams Theatre                                           |
| 2 décembre 2011[A]    | Nashville           | États-Unis  | War Memorial Auditorium                                    |
| 3 décembre 2011       | Rosemont            | États-Unis  | Akoo Theatre                                               |
| 5 décembre 2011[B]    | Indianapolis        | États-Unis  | Egyptian Room                                              |
| 6 décembre 2011[C]    | Buffalo             | États-Unis  | First Niagara Center                                       |
| 7 décembre 2011[D]    | Philadelphie        | États-Unis  | Wells Fargo Center                                         |
| 8 décembre 2011[D]    | Lowell              | États-Unis  | Centre Tsongas                                             |
| 9 décembre 2011[D]    | New York            | États-Unis  | Madison Square Garden                                      |
| 10 décembre 2011[D]   | Sunrise             | États-Unis  | BankAtlantic Center                                        |
| 11 décembre 2011[D]   | Tampa               | États-Unis  | St. Pete Times Forum                                       |
| 16 décembre 2011      | San Juan            | Porto Rico  | Coliseo José Miguel Agrelot                                |
| Amérique du Sud       |                     |             |                                                            |
| 4 février 2012[E]     | Iquique             | Chili       | Estadio Tierra de Campeones                                |
| Amérique du Nord      |                     |             |                                                            |
| 2 mars 2012[F]        | Plant City          | États-Unis  | Wish Farms Soundstage                                      |
| 4 mars 2012           | Hidalgo             | États-Unis  | State Farm Arena                                           |
| 13 mars 2012[G]       | Austin              | États-Unis  | Luedecke Arena                                             |
| 13 avril 2012         | Panama              | Panama      | Figali Convention Center                                   |
| Amérique du Sud,      |                     |             |                                                            |
| 15 avril 2012         | Caracas             | Venezuela   | Espacios Abiertos de la UNIMET                             |
| 17 avril 2012         | Lima                | Pérou       | Hipódromo de Monterrico                                    |
| 19 avril 2012         | Rio de Janeiro      | Brésil      | Citibank Hall                                              |
| 20 avril 2012         | São Paulo           | Brésil      | Credicard Hall                                             |
| 22 avril 2012         | Belo Horizonte      | Brésil      | Chevrolet Hall                                             |
| 24 avril 2012         | Santiago            | Chili       | Movistar Arena                                             |
| 26 avril 2012         | Asuncion            | Paraguay    | Banco Central del Paraguay                                 |
| 28 avril 2012         | Buenos Aires        | Argentine   | Estadio Cubierto Malvinas Argentinas                       |
| 29 avril 2012         | Montevideo          | Uruguay     | Velódromo Municipal de Montevideo (es)                     |
| 30 avril 2012         | São Paulo           | Brésil      | Credicard Hall                                             |
| Amérique du Nord,     |                     |             |                                                            |
| 2 mai 2012            | Mexico              | Mexique     | Auditorio Nacional                                         |
| 3 mai 2012            | Monterrey           | Mexique     | Monterrey Arena                                            |
| 12 juin 2012[H]       | Del Mar             | États-Unis  | Heineken Grandstand Stage.                                 |
| 22 juin 2012          | Holmdel Township    | États-Unis  | PNC Bank Arts Center                                       |
| 23 juin 2012          | Hershey             | États-Unis  | Star Pavilion                                              |
| 24 juin 2012          | Vienna              | États-Unis  | Filene Center                                              |
| 26 juin 2012          | Saratoga Springs    | États-Unis  | Saratoga Performing Arts Center                            |
| 30 juin 2012          | Uncasville          | États-Unis  | Mohegan Sun Arena                                          |
| 1er juillet 2012      | Canandaigua         | États-Unis  | Constellation Brands – Marvin Sands Performing Arts Center |
| 3 juillet 2012        | Toronto             | Canada      | Molson Canadian Amphitheatre                               |
| 5 juillet 2012        | Boston              | États-Unis  | Bank of America Pavilion                                   |
| 12 juillet 2012       | Salt Lake City      | États-Unis  | EnergySolutions Arena                                      |
| 13 juillet 2012       | Phoenix             | États-Unis  | Comerica Theatre                                           |
| 14 juillet, 2012      | Las Vegas           | États-Unis  | House of Blues                                             |
| 15 juillet 2012       | Bakersfield         | États-Unis  | Rabobank Arena                                             |
| 17 juillet 12         | San José            | États-Unis  | Event Center Arena                                         |
| 18 juillet 2012       | Los Angeles         | États-Unis  | Greek Theatre                                              |
| 20 juillet 2012[I]    | Sacramento          | États-Unis  | Power Balance Pavilion                                     |
| 4 août 2012[J]        | Highland Park       | États-Unis  | Ravinia Pavilion                                           |
| 11 août 2012[K]       | Springfield         | États-Unis  | Hooiser Lottery Grandstand                                 |
| 12 août 2012          | Camden              | États-Unis  | Susquehanna Bank Center                                    |
| 27 août 2012[L]       | Essex Junction      | États-Unis  | Xfinity Stage                                              |
| 28 août 2012[M]       | Falcon Heights      | États-Unis  | Minnesota State Fair Grandstand                            |
| 30 août 2012[N]       | Monroe              | États-Unis  | Evergreen State Fairgrounds Grandstand                     |
| 1er septembre 2012[O] | Salem               | États-Unis  | L. B. Day Comcast Amphitheatre                             |
| Amérique du Sud       |                     |             |                                                            |
| 29 septembre 2012[P]  | São Paulo           | Brésil      | Arena Anhemi                                               |
| 30 septembre 2012[P]  | Rio de Janeiro      | Brésil      | HSBC Arena                                                 |
| Amérique du Nord      |                     |             |                                                            |
| 2 mars 2013[lQ]       | Orlando             | États-Unis  | Universal Music Plaza Stage                                |
| 3 mars 2013[R]        | Houston             | États-Unis  | Reliant Stadium                                            |
| Asie                  |                     |             |                                                            |
| 18 mars 2013          | Sentosa             | Singapour   | The Coliseum                                               |
| 20 mars 2013          | Quezon City         | Philippines | Smart Araneta Coliseum                                     |
| 22 mars 2013[S]       | Kuala Lumpur        | Malaisie    | Plaza KLCC                                                 |
| 24 mars 2013          | Jakarta             | Indonésie   | Istora Gelora Bung Karno (id)                              |
| Europe                |                     |             |                                                            |
| 27 mars 2013          | Moscou              | Russie      | Crocus City Hall                                           |
| Sources               |                     |             |                                                            |

Festivals et autres
| A Ce concert fait partie du "107.5 The River Acoustic Christmas" B Ce concert fait partie du "Now 100.5 Santa Slam" C Ce concert fait partie du "Kissmas Bash 2K11" D Ces concerts font partie du "Jingle Ball" E Ce concert fait partie du "Festival Verano Iquique (es)" F Ce concert fait partie du "Florida Strawberry Festival" G Ce concert fait partie du "Star of Texas Fair and Rodeo" H Ce concert fait partie du "Toyota Summer Concert Series" I Ce concert fait partie du "Endfest" J Ce concert fait partie du Festival de Ravinia (en) | K Ce concert fait partie du "Illinois State Fair" L Ce concert fait partie du "Budweiser Concert Series" M Ce concert fait partie du "Minnesota State Fair" N Ce concert fait partie du "Evergreen State Fair" O Ce concert fait partie du "Oregon State Fair" P Ce concert fait partie du "Z Festival" Q Ce concert fait partie du "Universal Orlando Mardi Gras" R Ce concert fait partie du "Houston Livestock Show and Rodeo" S Ce concert fait partie du "Twin Towers Live" |